# Jacques Amédée Doléris
Jacques Amédée Doléris était un médecin et homme politique français, né le 22 décembre 1852 à Lembeye (Pyrénées-Atlantiques) et mort le 18 janvier 1938 à Pau (Pyrénées-Atlantiques).

## Biographie
Jacques Doléris fut un gynécologue de renommée internationale. Il avait fait ses études à Paris, était devenu externe en 1872, interne 1874, et docteur en médecine en 1879. Il travailla avec Louis Pasteur (1822-1895) de 1878 à 1881, et entre 1883 et 1898, tint le poste de chef de service aux hôpitaux La Pitié, Boucicaut, et Saint-Antoine. Pendant la période de 1898 à 1919, une de ses fonctions comme professeur était de donner des conférences aux hôpitaux Boucicaut et Saint-Antoine.
Comme pupille de Pasteur, Doléris se consacra principalement à l'étude de la microbiologie des infections puerpérales, des septicémies et de l'érysipèle. Plus tard il concentra ses efforts en gynécologie (opération de Doléris de retroversion-flexion). Il était membre de l'Académie de médecine et fut le fondateur des Archives d'Obstétrique et de Gynécologie et de Gynécologie.
Il fut député des Basses-Pyrénées du 15 mai 1921 au 31 mai 1924 (Parti républicain, radical et radical-socialiste), président de la Chambre d'agriculture, vice-président du conseil général et maire de Lembeye. Grâce à lui, Lembeye fut l'une des toutes premières villes de France à posséder l'éclairage public.
Il passa sa retraite dans son village, s'occupant activement de la viticulture du Vic-Bilh. Auteur de nombreux ouvrages sur la vigne, il créa à Lembeye en 1910 une chaire spéciale d'agriculture. L'ingénieur qui dirigea cette chaire fut envoyé par le docteur Doléris en Bourgogne pour y étudier les nouvelles méthodes de vinification et les transmettre aux vignerons du Vic-Bilh.

## Distinctions et hommages
- Commandeur de la Légion d'honneur par décret du 3 janvier 1926[1].

## Divers
Avec une très légère faute d'orthographe (Doleris), le docteur Doléris est mentionné dans une citation de l'écrivain Georges Duhamel, qui illustre l'adjectif « émérite » du dictionnaire Petit Robert : 

« J'ai suivi parfois la consultation de Doleris, accoucheur émérite... »

## Œuvres
- De l'endométrite..., Paris, 1887.
- Du raccourcissement des ligaments ronds, Paris, 1887.
- Recherches expérimentales sur l'intoxication par le sublimé corrosif employé pour le lavage des muqueuses saines et des plaies, avec Butte, Paris, 1887.
- Conduite à tenir dans l'avortement, Paris, 1887.
- Infection et contre-indication du traitement marin chez les femmes neurasthéniques, Clermont, 1894.
- Introduction à la pratique gynécologie, Paris, 1896.
- Statistiques et conférences d'obstétrique, Paris, 1898.
- Métrite et fausses métrites, Paris, 1902.
- Hygiène et morale sociale, avec Bouscatel, Paris, 1918.
- La cure de Salies-de-Béarn dans les affections gynécologiques, Paris, 1924.
- Fybro-myome de la paroi abdominale récidivé, avec Mangin, Paris.
- Kystes hydratiques du bassin chez la femme. Salpingite à échinocoques, Paris.